# Iglesia de San Bartolomé (Soldeu)
San Bartolomé de Soldeu —Sant Bartomeu de Soldeu en catalán original—
es una pequeña iglesia situada al extremo este de Soldeu cerca del camino real y a pocos metros de Cal Calbó, parroquia de Canillo, Andorra. Registrada como bien de interés cultural,
fue construida entre los siglos XVII o XVIII. Su estilo corresponde al tipo de arquitectura religiosa popular de época barroca. Hasta 1915 fue la capilla de la familia Calbó, que la cedió al pueblo.

## Descripción
Antigua capilla privada de la Casa Molines y de la familia Calbó posteriormente, consta de una nave prolongada por un ábside, ambos cuadrangulares. El porche y la sacristía se encuentran adosados en la parte sur de la nave, que está cubierta con una bóveda de cañón, la planta tiene pilares adosados a los muros y la imposta está realizada con una moldura. La iluminación interior se realiza por medio de dos ventanas, la que se encuentra en el muro sur tiene forma de aspillera. En el templo, en la parte de sus pies hay el coro realizado en madera y por encima de él se encuentra una ventana en forma de óculo. Otras dos aberturas en forma también de óculo están tapadas por un retablo renacentista, del siglo XVI, en honor del santo patrono San Bartolomé y que preside el altar. Cabe destacar la presencia de un baldaquino del siglo XV, el único existente en el principado, con elementos ornamentales góticos y una pintura representando la glorificación de Jesucristo. En el exterior hay un pequeño campanario de espadaña de un único hueco.